# Metacyrba taeniola
Metacyrba taeniola is een spinnensoort in de taxonomische indeling van de springspinnen (Salticidae).
Het dier behoort tot het geslacht Metacyrba. De wetenschappelijke naam van de soort werd voor het eerst geldig gepubliceerd in 1846 door Nicholas Marcellus Hentz.